# نواله
نواله (به ایتالیایی: Noale) یک کومونه در ایتالیا است که در استان ونیز واقع شده‌است. نواله ۲۵ کیلومتر مربع مساحت و ۱۵٬۶۱۹ نفر جمعیت دارد و ۱۸ متر بالاتر از سطح دریا واقع شده‌است.

## خواهرخوانده
شهر دیلیجان خواهرخواندهٔ نواله هست.